# Clemens Holthaus
Clemens Johan Theodoor Holthaus (Rotterdam, 19 april 1918 – Bleiswijk, 19 december 2004) was een Nederlands dirigent en psychotherapeut.
Hij was zoon van tenor en latere directeur van het Rotterdams Conservatorium Joseph Holthaus en Hermina Johanna Peterse. Hijzelf was getrouwd met Barbara Verheij.
Hij kreeg zijn muziekopleiding van Stefan Askenase (piano) en Eduard Flipse (directie). Hij ging aan de slag als dirigent van diverse koorgezelschappen waaronder de toonkunstkoren in Gouda en Zwolle (Caecilia, van 1948 tot 1970). Hij raakte geïnteresseerd in muziektherapie door het boekwerk Methodische toepassing der muziek bij de behandeling van ongewone personen geschreven door dr. W. van der Wall uit 1950. Ongeveer gelijkertijd voerde hij met muziekpsycholoog Jan Keyzer gesprekken over muziektherapie. Als gevolg daarvan ging hij werken in het Psychiatrisch Ziekenhuis Wolfheze, waar hij kennis maakte met A.B.P. Salomé-Finkelstein. Hij startte vervolgens een eigen praktijk in Amersfoort, maar moest die van de grond af opbouwen. In 1969 verscheen zijn boekwerk Muziektherapie met behandelmethodes en -praktijken. Het was destijds het eerste boek op dat gebied, dat werd uitgegeven. Hij werkte verder aan het Sinai Centrum in Amersfoort en Psychiatrisch Ziekenhuis Stichting Rosenburg in Den Haag.
- International Standard Name Identifier: 0000 0003 9021 0345
- Nederlandse Thesaurus van Auteursnamen: 070335737
- Virtual International Authority File: 283798598
- WorldCat: E39PBJqK8B8vwQ3V4dQPD9rjG3